# Mika Kubo
Mika Kubo (Berkeley, California, 1991) es una actriz estadounidense de cine y televisión, conocida por su papel de Angie Lozada en La suerte de Loli (2020).

## Biografía
Kubo nació en 1996 en Berkeley, California de padres japoneses, sin embargo, al mes de nacida se mudó con sus padres a Cancún, Quintana Roo (México), dónde se crio. Durante su infancia creció con la riqueza de las culturas mexicana y japonesa, en un hogar donde normalmente se mezclaban la comida, la música, el idioma y las tradiciones. Mientras crecía tomó clases de danza contemporánea, Jazz y Funk.
Vivió en México hasta la edad de 13 años, cuando regresa a los Estados Unidos para estudiar una Licenciatura en Estudios de Medios y Sistema de Comunicación así como un posgrado en Estudios de Paz y Conflictos Armados en la Universidad de California en Berkeley (UC Berkeley) y posteriormente inició su carrera actoral en pequeños papeles para la televisión y cine.

## Filmografía

### Televisión
| Año  | Título                | Rol               | Notas |
| ---- | --------------------- | ----------------- | ----- |
| 2018 | Por la máscara        | Periodista        |       |
| 2019 | SparkShorts           | Voces adicionales |       |
| 2021 | La suerte de Ada      | Angie Lozada      |       |
| 2021 | La Suerte de Loli     | Angie Lozada      |       |
| 2024 | Familia de medianoche | Karen             |       |

### Cine
| Año  | Título                          | Rol              | Notas |
| ---- | ------------------------------- | ---------------- | ----- |
| 2018 | Ant-Man and the Wasp            | Turista          |       |
| 2018 | Bumblebee                       | Novia malvada    |       |
| 2018 | Techs in the City               | Charmaine        |       |
| 2019 | Swipe Night                     | Clancy           |       |
| 2020 | Cuando un gato se frota la cara | Akane            |       |
| 2022 | Dónde los pájaros van a morir   | China misteriosa |       |
| 2024 | Amor en toda la cara            | Nina             |       |
| 2024 | Parpadea dos veces              | Camarera         |       |